# Невада (Міссурі)
Невада (англ. Nevada) — місто (англ. city) в США, в окрузі Вернон штату Міссурі. Населення — 8212 особи (2020).

## Географія
Невада розташована за координатами 37°50′42″ пн. ш. 94°20′59″ зх. д. / 37.84500° пн. ш. 94.34972° зх. д. (37.844887, -94.349630).  За даними Бюро перепису населення США в 2010 році місто мало площу 23,45 км², з яких 23,25 км² — суходіл та 0,20 км² — водойми.

### Клімат
| Клімат : Невада       | Клімат : Невада | Клімат : Невада | Клімат : Невада | Клімат : Невада | Клімат : Невада | Клімат : Невада | Клімат : Невада | Клімат : Невада | Клімат : Невада | Клімат : Невада | Клімат : Невада | Клімат : Невада | Клімат : Невада |
| Показник              | Січ.            | Лют.            | Бер.            | Квіт.           | Трав.           | Черв.           | Лип.            | Серп.           | Вер.            | Жовт.           | Лист.           | Груд.           | Рік             |
| Середній максимум, °C | 4,4             | 7,8             | 13,9            | 19,4            | 24,4            | 29,4            | 32,2            | 31,7            | 27,2            | 21,7            | 12,8            | 6,7             | 19,4            |
| Середній мінімум, °C  | −7,2            | −3,9            | 1,7             | 6,7             | 12,2            | 17,8            | 20,0            | 18,9            | 14,4            | 8,3             | 1,7             | −3,9            | 7,3             |
| Норма опадів, мм      | 42              | 51              | 93              | 109             | 134             | 143             | 101             | 101             | 107             | 106             | 91              | 59              | 1137            |
| --------------------- | --------------- | --------------- | --------------- | --------------- | --------------- | --------------- | --------------- | --------------- | --------------- | --------------- | --------------- | --------------- | --------------- |
| Джерело:              |                 |                 |                 |                 |                 |                 |                 |                 |                 |                 |                 |                 |                 |

## Демографія
Згідно з переписом 2010 року, у місті мешкало 8386 осіб у 3491 домогосподарстві у складі 1908 родин. Густота населення становила 358 осіб/км².  Було 4018 помешкань (171/км²).
Расовий склад населення:
| - 95,1 % — білих - 1,1 % — чорних або афроамериканців - 0,8 % — корінних американців - 0,8 % — азіатів |

До двох чи більше рас належало 1,6 %. Частка іспаномовних становила 2,0 % від усіх жителів.
За віковим діапазоном населення розподілялося таким чином: 23,3 % — особи молодші 18 років, 58,5 % — особи у віці 18—64 років, 18,2 % — особи у віці 65 років та старші. Медіана віку мешканця становила 38,3 року. На 100 осіб жіночої статі у місті припадало 83,0 чоловіків;  на 100 жінок у віці від 18 років та старших — 76,2 чоловіків також старших 18 років.
Середній дохід на одне домашнє господарство  становив 40 423 долари США (медіана — 28 683), а середній дохід на одну сім'ю — 45 617 доларів (медіана — 37 959). Медіана доходів становила 26 282 долари для чоловіків та 25 707 доларів для жінок. За межею бідності перебувало 27,1 % осіб, у тому числі 39,5 % дітей у віці до 18 років та 10,3 % осіб у віці 65 років та старших.
Цивільне працевлаштоване населення становило 3467 осіб. Основні галузі зайнятості: освіта, охорона здоров'я та соціальна допомога — 32,4 %, роздрібна торгівля — 14,3 %, мистецтво, розваги та відпочинок — 10,4 %, фінанси, страхування та нерухомість — 9,7 %.

## Відомі люди
- Джон Г'юстон (1906 — 1987) — американський кінорежисер.